# Exmore
Exmore es una localidad del Condado de Northampton, Virginia, Estados Unidos. Según el censo de 2000 tenía una población de 1.136 habitantes y una densidad de población de 541.5 hab/km².

## Demografía
Según el censo de 2000, había 1.136 personas, 475 hogares y 317 familias residiendo en la localidad. La densidad de población era de 541,5 hab./km². Había 524 viviendas con una densidad media de 249,8 viviendas/km². El 62,85% de los habitantes eran blancos, el 33,80% afroamericanos, el 0,44% amerindios, el 0,26% asiáticos, el 0,09% isleños del Pacífico, el 1,23% de otras razas y el 1,32% pertenecía a dos o más razas. El 2,46% de la población eran hispanos o latinos de cualquier raza.
Según el censo, de los 475 hogares en el 27,8% había menores de 18 años, el 42,1% pertenecía a parejas casadas, el 21,9% tenía a una mujer como cabeza de familia y el 33,1% no eran familias. El 28,4% de los hogares estaba compuesto por un único individuo y el 15,2% pertenecía a alguien mayor de 65 años viviendo solo. El tamaño promedio de los hogares era de 2,39 personas y el de las familias de 2,95.
La población estaba distribuida en un 25,2% de habitantes menores de 18 años, un 7,9% entre 18 y 24 años, un 24,6% de 25 a 44, un 23,2% de 45 a 64 y un 19,0% de 65 años o mayores. La media de edad era 39 años. Por cada 100 mujeres había 88,7 hombres. Por cada 100 mujeres de 18 años o más, había 77,1 hombres.
Los ingresos medios por hogar en la localidad eran de 31.343 dólares ($) y los ingresos medios por familia eran 34.816 $. Los hombres tenían unos ingresos medios de 25.234 $ frente a los 19.350 $ para las mujeres. La renta per cápita para la ciudad era de 15.305 $. El 19,6% de la población y el 16,8% de las familias estaban por debajo del umbral de pobreza. El 30,0% de los menores de 18 años y el 11,5% de los habitantes de 65 años o más vivían por debajo del umbral de pobreza.

## Geografía
Según la Oficina del Censo de los Estados Unidos, la localidad tiene un área total de 2,1 km², todos ellos correspondientes a tierra firme.